# Кенешть
Кенешть, Кенешті (рум. Cănești) — село у повіті Бузеу в Румунії. Адміністративний центр комуни Кенешть.
Село розташоване на відстані 113 км на північ від Бухареста, 32 км на північний захід від Бузеу, 111 км на захід від Галаца, 82 км на схід від Брашова.

## Населення
За даними перепису населення 2002 року у селі проживали 260 осіб, усі — румуни. Усі жителі села рідною мовою назвали румунську.